# Tour de Grippel
La tour de Grippel est  située sur la commune de Marat, en France.

## Localisation
La tour est située sur la commune de Marat, dans le département du Puy-de-Dôme, en région Auvergne-Rhône-Alpes.

## Description
La tour de Grippel se présente comme un donjon circulaire, isolé et indépendant. La disposition des ouvertures extérieures donne à penser que cette construction possède trois étages au-dessus d'un rez-de-chaussée surélevé. Les ouvertures les plus basses étaient défendues par des grilles. Trois fentes étroites chanfreinées s'ouvrant à des hauteurs différentes devaient probablement éclairer l'escalier accédant aux étages et au couronnement. Les créneaux qui devaient primitivement couronner la tour, ont été démolis. Une rangée de mâchicoulis, dont les linteaux sont ornés d'une accolade, est toujours intacte.

## Historique
Bertrand de la Tour, seigneur d'Olliergues, donne permission à Pierre de la Tour de fortifier son château en 1429. C'est probablement à la suite de cette autorisation que fut construite ou profondément remaniée la tour dont le couronnement n'est pas antérieur à la fin du XVe siècle.
La tour est inscrite au titre des monuments historiques par arrêté du 30 juillet 1963,.